# Karl Johan Åström
Karl Johan Åström, född 5 augusti 1934 i Östersund, är en svensk professor och ingenjör. 
Åström studerade teknisk fysik vid KTH och blev sedermera teknologie licentiat i reglerteknik och matematik. Han undervisade vid KTH år 1955 - 1960 samtidigt som han jobbade på FOA. Åström ska på FOA ha intresserat sig för tröghetsnavigering för att få chansen att arbeta med Sveriges första elektroniska dator BESK. År 1961 tog han anställning vid IBMs Nordiska laboratorier för att undersöka hur datorer skulle kunna användas för styrning av processer.
Åström blev 1965 utnämnd till professor i reglerteknik vid Lunds tekniska högskola, en professur han innehade till sin pension. Han är en av världens främsta reglertekniker, och han har skrivit en handfull böcker inom området. Han var även delaktig i skapandet av civilingenjörsutbildningen i datateknik vid Lunds tekniska högskola.
Åström är ledamot av Kungliga Vetenskapsakademien och av Ingenjörsvetenskapsakademien (invald 1972), där han också varit vice ordförande. Han invaldes 1995 som utländsk associerad ledamot av amerikanska National Academy of Engineering.

## Utmärkelser
- Kungliga ingenjörsvetenskapsakademiens stora guldmedalj år 2002.
- Hedersdoktor vid Chalmers tekniska högskola år 2000.[5]
- Hedersdoktor vid Kungliga Tekniska högskolan år 1996.
- IEEE Medal of Honor år 1993.
- Rufus Oldenburger Medal från The American Society of Mechanical Engineers år 1985.
- H.M. Konungens Medalj i 8:e storleken.
- KTHs stora pris år 1985.
- Ingenjörsvetenskapsakademiens stora guldmedalj 2002 "för hans enastående arbete inom ett brett reglertekniskt område som forskare, lärare och inspiratör, vilket haft mycket stor betydelse för både industri och akademisk forskning."[8]